# Duiven
Duiven este o comună și o localitate în provincia Gelderland, Țările de Jos. 

## Localități componente
Duiven, Groessen, Loo.